# Галище
 Тази статия е за селото в България.  За селото в Северна Македония вижте Галище (община Кавадарци).  За селото в Гърция вижте Галища.
Галище е село в Южна България. То се намира в община Мадан, област Смолян.

## География
Село Галище се намира в планински район. То е малко село, разположено в изключително красива местност в Родопите, характерно с разчупения си планински релеф и прекрасните гледки, на които можем да се любуваме както от самото село така и от покрайнините му.

## Редовни събития
Местният събор се провежда на 1 май – ден на труда. Събитието събира хора от околностите и от цяла България. Това е и добра възможност хората да се видят с роднините си. На събора се сервират ориз със месо, трахана чорба, маслини и сладки неща. За пиене има газирани напитки и шербет (сладка напитка с аромат на карамфил).

## Архитектура
В Галище има магазин, мечит, кметство и изоставено училище. Преобладават частните къщи.

## Поминък
Местните хора се занимават с отглеждането на картофи, плодови дървета, зеленчуци и домашни животни- крави, магарета, използвани в стопанството, кози, овце.Има и хора, които се прехранват със събирането на гъби.

## Гори
Преобладават смесени гори. Има няколко дървета, които надхвърлят 50 години и едно вековно дърво.